# Henrich Haxthausen
Henrich Christian baron Haxthausen (4. maj 1831 på Høvergård i Storring Sogn ved Aarhus – 7. februar 1900 på Frederiksberg) var en dansk officer.
Hans forældre var postmester, premierløjtnant Johan Christian baron Haxthausen (1799-1866) og Elisa Marie Friborg f. Schytte (1801-l878). Fra 1844-49 var han landkadet og blev sekondløjtnant sidstnævnte år ved 3. jægerkorps med aldersorden fra 1848, hvornæst han i 1850 deltog i slaget ved Isted og i fægtningen ved Mysunde. I 1854 kom han til tjeneste ved 1. jægerkorps, hvorved han blev premierløjtnant 1858, og i 1859 på Den kongelige militære Højskole, hvis stabsafdeling han gennemgik, hvorefter han uddannedes videre ved de andre våben. Mobiliseringen 1863 fremkaldte en afbrydelse heri, og Haxthausen ansattes som adjudant ved 5. brigade, i hvilken stilling han deltog i forsvaret af Dannevirke og af Dybbølstillingen, særlig i fægtningerne 17. og 28. marts 1864.
Fra april blev Haxthausen kompagnikommandør ved 7. regiment, ansattes i 1865 ved Generalstaben og kort tid efter som adjudant hos krigsministeren, indtil han ved gennemførelsen af Hærloven af 1867 blev kaptajn ved 4. bataljon. Det følgende år udnævntes han til lærer i krigskunst ved den nye officersskole, efter at han allerede fra 1866 havde været lærer i taktik i Højskolens yngste afdeling. Denne lærervirksomhed var særdeles frugtbringende, thi få forstod således som han at vække elevernes interesse for og forståelse af våbenarternes taktik. Haxthausen var også sekretær i den kommission, som i 1866 blev nedsat for at udarbejde et felttjenestereglement for Fodfolket, hvilket udkom 1868, ligesom han også skrev flere taktiske afhandlinger, bl.a. i Tidsskrift for Krigsvæsen, hvis redaktør han var fra 1868-69. Senere blev han en af medstifterne af Det Krigsvidenskabelige Selskab. Da Haxthausen 1870 blev skoleofficer ved Officersskolen, opgav han ældste klasse, i 1876 sluttede han virksomheden i næstældste klasse, og i 1878 afgik han fra skolen som kompagnichef ved 15. bataljon. 1871-77 var han tillige Forstander for Kommandoskolen for Underofficerer af fodfolket. I 1880 blev Haxthausen oberstløjtnant og chef for 21. bataljon, i 1888 oberst og chef for 10. regiment i Aalborg, som han kommanderede til 1895, da han stilledes til rådighed for 1. Generalkommando. 1896 afskedigedes han som karakteriseret generalmajor.
Haxthausen blev Ridder af Dannebrog 1864, Dannebrogsmand 1884, Kommandør af 2. grad 1891 og af 1. grad 1895.
Haxthausen, som 19. april 1861 ægteviedes i Garnisons Kirke til Thora Emilie Birch (23. marts 1837 i København – 29. november 1924 sammesteds ), datter af arkitekt og tømrermester Emil Frederik Alexander Birch, tog en ikke ringe del i den såkaldte forsvarsbevægelse. Allerede i 1873 ved valghandlingen på Frederiksberg opfordrede han kredsens folketingskandidat, daværende kultusminister C.C. Hall, til at sætte forsvarsspørgsmålet på sit valgprogram, og dernæst skrev han en del artikler, navnlig i Berlingske Tidende, i samme sag, medens han i 1881 virksomt opfordrede kammerater til ved foredrag at oplyse befolkningen om forsvarets nytte og også selv holdt sådanne. Haxthausen døde 7. februar 1900.
Han er begravet på Solbjerg Parkkirkegård. Et portrætmaleri er i familieje.